# Wallace Santos
Wallace Santos (Rio de Janeiro, 22 de julho de 1984) é um atleta paralímpico brasileiro.

## Biografia
Wallace começou a praticar para-atletismo em 2013 na sua cidade-natal, Rio de Janeiro. 
A lesão na vértebra da coluna aconteceu em um acidente de trabalho na empresa de ônibus em que trabalhava em 2007. Depois da décima colocação na Rio-2016 ele participou dos Jogos Paralímpicos de Verão de 2020 em Tóquio.
Wallace conquistou a medalha de ouro ao se consagrar campeão na prova de arremesso de peso F55, com a marca de 12,63m estabelecendo um novo recorde mundial. A marca é 16 centímetros a mais do que o recorde anterior, pertencente a Ruzhdi Ruzhdi desde 2017.